# Иватани, Маю
Маю Иватани (яп. 岩谷麻由 Иватани Маю, род. 18 февраля 1993 года) — японская реслерша. Со своего дебюта в 2011 году, выступает в World Wonder Ring Stardom, где была чемпионом Wonder of Stardom, High Speed, командным чемпионом Goddess of Stardom и трёхкратным чемпионом трио Artist of Stardom. Дейв Мельцер, журналист из Wrestling Observer Newsletter, назвал её, наряду с Ио Сирай и Каири Ходзё, «тремя лучшим в мире реслерами».

## Ранние годы
Иватани росла в Мине (префектура Ямагути) со своей семьёй, в том числе двумя старшими братьями. В школе она занималась дзюдо и прыжками в высоту, но позже она изолировала себя от общества и провела три года в основном дома. Вскоре после окончания школы она полюбила реслинг, увидев шоу Dragon Gate. Она связалась с Фукой, менеджером World Wonder Ring Stardom, которая искала новых реслеров. В 2010 году Маю переехала в Токио для построения карьеры реслера.

## Карьера в реслинге

### World Wonder Ring Stardom (2011-настоящее время)

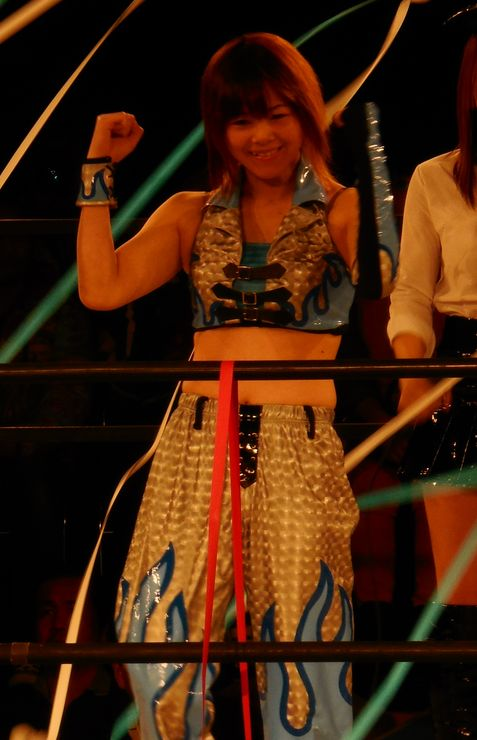
Маю Иватани в марте 2013 года.

Иватани попала в первую волну новичков в Stardom. Свой дебют на ринге Иватани совершила на самом первом шоу Stardom 23 января 2011 года, в матче против Арисы Хосики. Впоследствии Иватани и Хосики сформировали команду AMA, которая стала одной из самых популярных в Stardom. Несмотря на популярность, Иватани стала последней из первой волны новичков одержавшей победу на ринге. В июне 2011 года её победила Эри Суса, у которой тоже не было ни одной победы, после этого Иватани стали называть слабейшим реслером Stardom. Серия поражений Иватани длилась 11 месяцев и закончилась 25 декабря 2011 года, в тот день Иватани победила Сусу в реванше. Вскоре Иватани и Хосики вошли в группировку «Планета», в которую также входили Ио Сирай и Нацуми Сёдзуки.
После того как Хосики завершила свою карьеру в июне 2012 года, Иватани объединилась с Ио Сирай в команду «Thunder Rock». Также она вошла в группировку «Тавасис», куда также входили Хироё Мацумото и Михо Вакидзава. 29 декабря 2013 года «Тавасис» стали чемпионами трио победив Альфа Самку, Хищницу Амазонку и Кёко Кимуру. 27 июля 2014 года Иватани победила Михо Вакидзаву и выиграла свой первый одиночный титул. Через 8 месяцев «Тавасис» проиграли титулы Хацухинодэ Камэн, Каори Ёнэяме и Цубасе Курагаки. 18 января 2015 года Иватани проиграла и свой сольный титул Акт Ясукаве.
23 апреля 2015 года, Иватани выиграла ежегодный турнир Cinderella Tournament, в финале победив Кагуму. Иватани была предоставлена возможность драться за титул чемпиона World of Stardom, которым владела Каири Ходзё. Матч состоялся 17 мая, победителем вышла Ходзё. При этом, 6 мая, Иватани и Сирай победили Ходзё и Челси в поединке за вакантные командные титулы Goddess of Stardom. В том же году Иватани и Сирай выиграл командный турнир Goddesses of Stardom Tag Tournament. 11 октября 2015 года, Иватани победила Чёрную Розу и выиграла титул High Speed. 28 февраля 2016 года, Иватани с Ио Сирай и Каири Ходзё победили Иви, Хироё Мацумото и Келли Скейтер в матче за титулы трио. Своё трио они назвали «Тридом» (слияние слов «Three» и «Stardom»). В апреле Иватане, Сирай и Ходзё приняли участие в американских шоу Lucha Underground и Vendetta Pro Wrestling. 29 апреля 2016 года, Иватани второй раз подряд выиграла турнир Cinderella Tournament, на этот раз победив в финале Хироё Мацумото. За победу в турнире Иватани снова получила право сражаться за чемпионский титул World of Stardom, но снова проиграла. 16 июня Иватани и Сирай проиграли командные титулы Кагэтцу и Кёко Кимуре, не сумев защитить их в 11 раз. 2 октября «Тридом» проиграли титулы трио Кагэцу, Кёко Кимуре и Хане Кируре. 11 ноября команды «Thunder Rock» и «Тридом» были распущены, поскольку Сирай напала на Иватани, после того как они проиграл Ходзё и Ёко Бито в командной лиге. 22 декабря 2016 года Маю Иватани сразилась за чемпионский титул World of Stardom с Ио Сирай, но снова проиграла. На следующий день этот матч получил статус «матч года».

## Гиммик
- Завершающие приёмы
  - Bridging dragon suplex[5]
- Коронные приёмы
  - Dodonpa (Crucifix bomb)[5][44]
  - Дропкик[45]
  - Sky High (Sitout spinebuster)[5]
- Прозвища
  - «Икона Stardom»[5][46]
  - «Гипер техник»[5]
  - «Голубое будущее Stardom»[11]
  - «The Gift»[47]
- Музыкальные темы
  - «Blue Bird» от Ikimono-gakari[11]
  - «Life Is Show Time» от Golden Bomber[11]
  - «The Savior» от World Wonder Ring Stardom[48]
  - «One and Only» от Ио Сирай, Маю Иватани и Кадзухиро Кодзимы[48]

## Титулы и достижения
- Ring of Honor

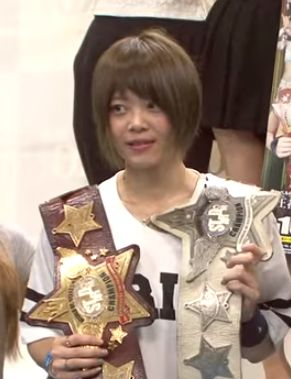
Иватани с титулами World of Stardom и Wonder of Stardom в 2017 году.

  - Women of Honor World Championship (1 раз)
- World Wonder Ring Stardom
  - Artist of Stardom Championship (5 раз) — с Хироё Мацумото и Михо Вакидзавой (1), Ио Сирай и Такуми Ирохай (1), и с Ио Сирай и Каири Ходзё (1), с Саки Касимой и Там Накано (2)[5]
  - Goddess of Stardom Championship (2 раза) — с Ио Сирай (1), с Саки Касимой (1)[5]
  - High Speed Championship (1 раз)[5]
  - Wonder of Stardom Championship (2 раза)[5]
  - World of Stardom Championship (2 раза)[5]
  - Cinderella Tournament (2015, 2016)[5]
  - Goddess of Stardom Championship Tournament (2015) — с Ио Сирай[28]
  - Goddesses of Stardom Tag Tournament (2015) — с Ио Сирай[29]
  - 5★Star GP Best Match Award (2015) против Ио Сирай 23 августа[49]
  - 5★Star GP Outstanding Performance Award (2014)[50]
  - Best Match Award (2016) против Ио Сирай 22 декабря[43]
  - Best Tag Team Award (2015) с Ио Сирай[51]
  - Technique Award (2014, 2015)[51][52]